# Хегебустад
Хегебустад (норв. Hægebostad) — коммуна в губернии Вест-Агдер в Норвегии. Административный центр коммуны — город Тингватн. Официальный язык коммуны — нюнорск. Население коммуны на 2007 год составляло 1597 чел. Площадь коммуны Хегебустад — 461,58 км², код-идентификатор — 1034.

## История населения коммуны
Население коммуны за последние 60 лет.

Статистика коммуны Хегебустад